# 130 Nord 3.101
La Mogul 3.101 était une locomotive à vapeur construite pour la Compagnie des chemins de fer du Nord en 1886. Elle fut construite sous les directives de M. E. Sauvage et mise en service en janvier 1886.
Elle était la première expression du type 130 sur le réseau de la Compagnie.

## Description
Cette machine disposait d'un moteur à trois cylindres compound et la distribution était du type « Walschaerts ». Le foyer était un foyer de type « Crampton » à grille étroite. L'essieu avant n'était pas traité en bissel et avait un déplacement latéral.
Une particularité de cette machine tient du fait qu'elle disposait d'un moteur à trois cylindres. En cas de recours au compoundage, cette disposition était mieux équilibrée qu'un moteur à deux cylindres (les locomotives ainsi équipées étaient surnommées les boiteuses en raison de leurs cylindres asymétriques dont le mouvement était difficile à compenser) et évitait l'essieu coudé très complexe et fragile des moteurs à quatre cylindres. Malgré tout cette disposition ne sera reprise que 60 ans plus tard avec la 242 A 1 de la SNCF.

## Utilisation et services
Bien que dénommée machine mixte elle fut presque exclusivement employée en tête de trains de messageries, tâche qu'elle accomplit parfaitement bien.
Affectée au dépôt de La Chapelle à sa sortie elle fut mutée au dépôt de Creil à la sortie de la Première Guerre mondiale où elle fut réimmatriculée 3.395.
À partir de 1897, à la suite de la mise en service des 230 Nord 3.078 à 3.354 (futures : 2-230 A 1 à 277 ), il ne fut pas jugé utile de poursuivre la construction d'autres machines et elle resta seule de son espèce. Sa réforme intervient en 1929 ce qui n'est pas mal pour une machine unique construite à une époque ou le compoundage en était encore à ses balbutiements!

## Tender
Le tender qui lui était associé était à 2 essieux et contenait 10 m³ d'eau et 3,5 t de charbon.

## Caractéristiques
- Pression de la chaudière : 14 kg/cm2
- Diamètre du cylindre HP: ? mm
- Diamètre des cylindres BP: ? mm
- Diamètre des roues motrices : 1 664 mm
- Diamètre des roues de l'essieu : ? mm
- Masse en ordre de marche : ? t
- Masse adhérente : ? t
- Longueur hors tout : ? m
- Masse du tender en ordre de marche : ? t
- Masse totale : ? t
- Longueur totale : ? m
- Vitesse maxi en service : ? km/h